# Európai Közösség Megfigyelő Missziójának helikoptertragédiája
Az Európai Közösség Megfigyelő Missziójának 1992-es helikoptertragédiája 1992. január 7-én következett be a horvátországi háború idején. Az Európai Közösség Megfigyelő Missziójának (ECMM) helikopterét, amely öt európai közösségi (EK) megfigyelőt szállított, a jugoszláv légierő MiG–21-ese, a horvátországi Novi Marof melletti a Podrute falu feletti légtérben lelőtte. Egy olasz és egy francia tiszt, valamint három olasz altiszt meghalt. A másik ECMM-helikopter, amely a megtámadott helikopterrel alakzatban repült, kényszerleszállást hajtott végre. A második helikopter egy fő személyzetet és egy vendég diplomatát szállított, akik mind életben maradtak. Az esetet az ENSZ Biztonsági Tanácsa és az EGK is elítélte. Az incidens következtében a jugoszláv hatóságok felfüggesztették a légierő parancsnokát, Veljko Kadijević jugoszláv védelmi miniszter pedig lemondott posztjáról. Az események a horvátországi háború első szakaszának végét követték, és közvetlenül megelőzték Horvátország nemzetközi elismerését.
Az eset után a MiG-21-es pilótája, Emir Šišić hadnagy eltűnt. Távollétében a horvát hatóságok feletteseivel együtt bíróság elé állították, és hosszú szabadságvesztésre ítélték. Šišićet ezt követően 2001-ben Magyarországon letartóztatták, majd kiadták Olaszországnak, ahol bíróság elé állították, és 15 év börtönbüntetésre ítélték. 2006-ban a büntetés hátralevő részére kiadták Szerbiának, de 2008-ban szabadon engedték. Két másik jugoszláv tiszt ellen távollétében indítottak eljárást Olaszországban, és 2013-ban elítélték őket, Szerbiát pedig az áldozatok családjai számára pénzbeli kártérítés megfizetésére kötelezték. Az áldozatokat Olaszország, illetve Franciaország posztumusz kitüntetésben részesítette.

## Előzmények
1990-ben, a horvát szocialisták választási veresége után az etnikai feszültségek tovább fokozódtak. A Jugoszláv Néphadsereg (Jugoslovenska Narodna Armija – JNA) az ellenállás minimalizálására elkobozta Horvát Területvédelmi Erők (Teritorijalna obrana – TO) fegyvereit. Augusztus 17-én a feszültség nyílt lázadássá fajult, melynek központja a túlnyomórészt horvátországi szerbek által lakott dalmát hátország Knin környéki területei, valamint Lika, a Kordun, Banovina és Kelet-Horvátország részei voltak.
A szerb felkelők és a horvát különleges rendőri erők 1991. márciusi összecsapása után a konfliktus Horvátország függetlenségi háborújává fajult. A JNA közbelépett, és egyre inkább támogatta a horvát szerb felkelőket. Április elején a horvátországi szerb lázadás vezetői kinyilvánították szándékukat, hogy az ellenőrzésük alatt álló, Krajinai Szerb Autonóm Terület (SAO Krajina) néven ismert területet Szerbiába integrálják. Májusban a horvát kormány válaszul megalakította a Horvát Nemzeti Gárdát (Zbor narodne garde – ZNG), de ennek fejlődését hátráltatta az ENSZ által szeptemberben bevezetett fegyverembargó. A brioni megállapodásban az Európai Közösség megfigyelő missziót hozott létre amelyet végül Európai Közösség Megfigyelő Missziójának (European Community Monitor Mission – ECMM) neveztek el. A misszió feladata volt a szomszédos Szlovéniában figyelemmel kísérni a tíznapos háború hadviselő feleinek szétválasztását, valamint a JNA kivonulását Szlovéniából. Augusztus 16-án azonban az egyik ECMM-helikoptert Nyugat-Szlavóniábana horvátországi szerb erők részéről találat érte, és az egyik pilóta megsérült. Emiatt az ECMM tevékenységi köre szeptember 1-jén hivatalosan is Horvátországgal bővült ki.
Október 8-án Horvátország kikiáltotta függetlenségét Jugoszláviától,, majd egy hónappal később a ZNG-t Horvát Hadseregre (Hrvatska vojska – HV) keresztelték át. Ekkortájt folytak a háború leghevesebb harcai, amikor a horvátországi jugoszláv hadjárat, Dubrovnik ostroma, és a vukovári csata zajlott. Novemberben Horvátország, Szerbia és a JNA megállapodott a Vance-tervben, amely tűzszünetet, a civilek védelmét az Egyesült Nemzetek Védett Területeiként (United Nations Protected Area – UNPA) kijelölt meghatározott területeken, valamint az ENSZ békefenntartóinak (UNPROFOR) horvátországi jelenlétét rögzítette. A tűzszünet 1992. január 3-án lépett életbe. 1991 decemberében az Európai Közösség (EK) bejelentette döntését a Horvátország 1992. január 15-től történő hivatalos diplomáciai elismeréséről.

## Az incidens

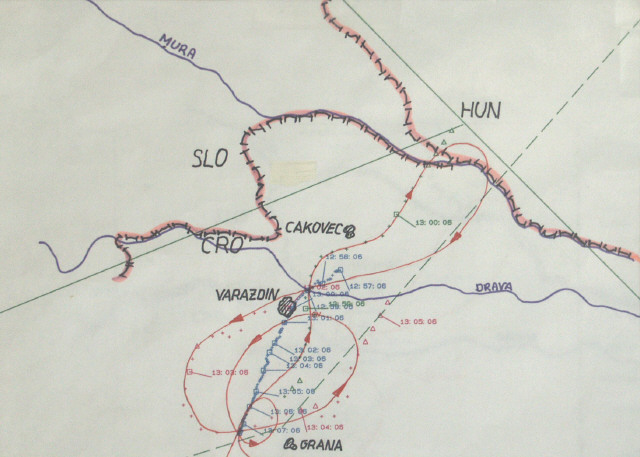
Osztrák radartérkép az eseményről

1992. január 7-én az ECMM megfigyelői által üzemeltetett olasz felségjelű Agusta-Bell AB-206L LongRanger helikopterpár lépett be Magyarországról a horvát légtérbe.  A helikopterek fehérre festettek és fegyvertelenek voltak, és Jugoszláviaból fővárosából, Belgrádból a magyarországi Kaposváron keresztül repültek a horvát főváros, Zágráb irányába. A belgrádi hatóságok azt állítják, hogy a helikopterek engedélyt kaptak a repülésre Magyarországról, de figyelmeztették a pilótákat, hogy nem repülhetnek Zágrábba, mert a horvát légtérben nem voltak engedélyezettek. Az EB elutasította ezeket az állításokat mondván, hogy az útvonalat a jugoszláv légiirányítók előzetesen jóváhagyták. A jóváhagyást továbbították a Jugoszláv Légierő műveleti központjához, de azok a parancsot nem továbbították az 5. repülőhadtestnek a bosznia-hercegovinai Bihácsban levő állomáshelyére.
Miután a Jugoszláv Légierő Bihács melletti nyomkövető radarja észlelte a két helikoptert, a Bihács melletti Željava légibázison készenlétben álló MiG-21-es géppár parancsot kapott, hogy szálljon fel és fogja el a gépeket. A 117. vadászrepülőezred 125. századához rendelt MiG-21-esek pilótái, Emir Šišić hadnagy és Danijel Borović százados voltak. Borović azonban kijelentette, hogy gépének problémája van a hajtóművével, ezért Šišić egyedül szállt fel. Šišićet 3000 méteres magasságban vezették a bejövő helikopterekhez, majd megparancsolták, hogy sugárhajtással tegyen meg egy teljes kört. Ahogy megfordult, a gépe alatt, 600 méter magasságban észrevette a helikoptereket. Šišić további parancsot kért, melyre azt mondták neki, hogy lője le a helikoptereket. A parancsot a željavai légibázis ügyeletese, Dobrivoje Opačić alezredes adta ki.
Šišić üldözőbe vette a helikoptereket, majd géppuskával lőtt a helikopterek elé, de gépe nem volt felfegyverezve nyomkövető lőszerrel, ezért a helikopter pilótái nem észlelhették, hogy rájuk lőttek. Ekkor az 1000 km/óra sebességgel repülő Šišić rakétákra váltott, és amikor megállapította, hogy a rakétakeresők bemérték a célpontokat, két infravörös irányzású R-60-as rakétát lőtt ki. Az egyik rakéta a két helikopter között repült el, míg a másik a vezető helikopter hajtóművébe csapódott. A helikopter Zágrábtól északra, a Novi Marof város igazgatási területéhez tartozó Podrute község közelében zuhant le. A második helikopternek, hogy elkerülje a támadást kényszerleszállást kellett végrehajtania.

## Következmények

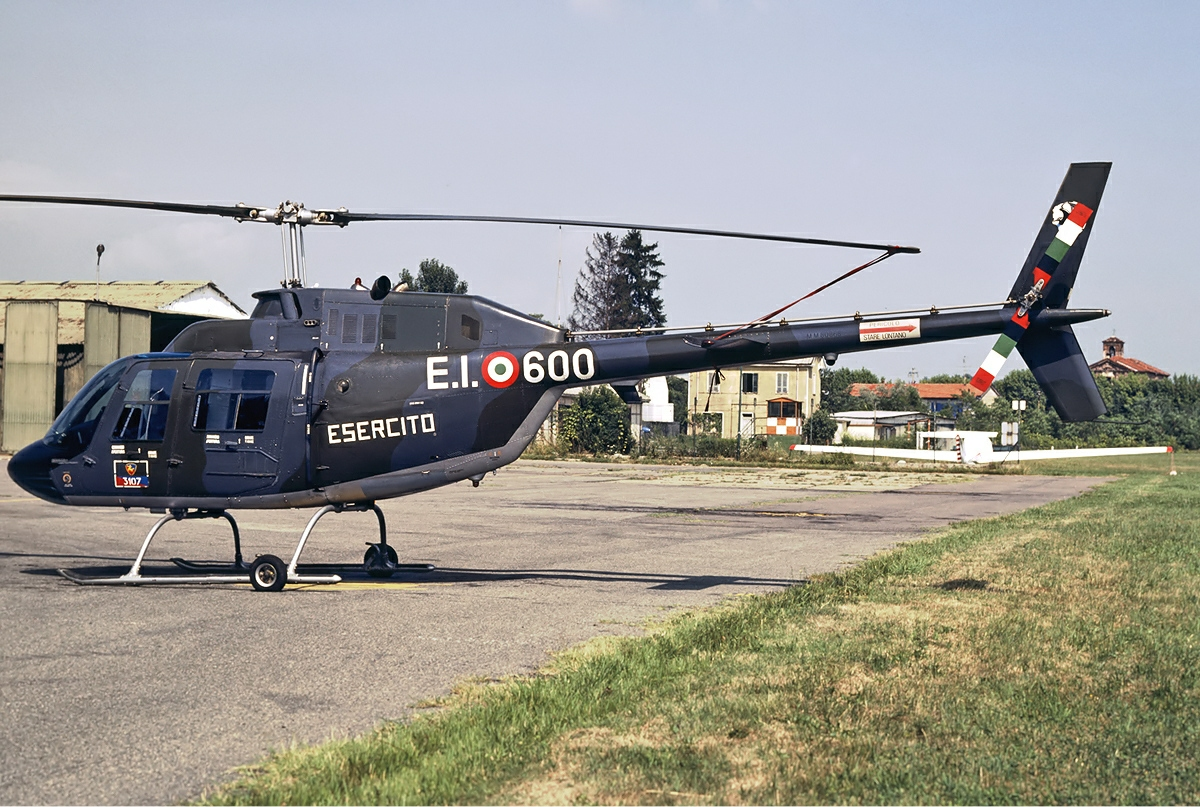
Az Olasz Légierő Agusta-Bell AB-206A típusú helikoptere. Egy ilyen gépet lőttek le a támadás során.

A támadásban az ECMM öt megfigyelője vesztette életét, köztük négy olasz és egy francia tiszt volt. Az áldozatok, az olasz Enzo Venturini alezredes, helikopterpilóta, Marco Matta törzsőrmester, másodpilóta, Fiorenzo Ramacci őrmester, Silvano Natale őrmester és a francia Jean-Loup Eychenne sorhajóhadnagy voltak. Az olasz személyi állományt az 5. "Rigel" légiezredtől vezényelték ide. A második helikopter egy diplomatát és három olasz ECMM-megfigyelőt szállított, egyikük sem sérült meg. A baleset helyszínét a rendőrség, az ECMM munkatársai és az újságírók körbejárták, és az EB képviselői Belgrádba látogattak, hogy a jugoszláv hatóságoktól jelentést kapjanak az incidensről. A jugoszláv légierő akcióját elítélte az Európai Biztonsági és Együttműködési Konferencia, az Egyesült Nemzetek Biztonsági Tanácsa, és az EK Miniszterek Tanácsa. A jugoszláviai olasz nagykövetet visszahívták Rómába konzultációra. Ezt követően Olaszország felmondta a Jugoszláviával kötött légiforgalmi megállapodást, ami miatt a Air Serbia törölte a Belgrád–Róma járatokat. Ezenkívül az ECMM működését is több napra felfüggesztették.
Jugoszláv Védelmi Minisztérium bejelentette, hogy büntetőeljárást indított egy tiszt ellen, négy másik tiszt ellen pedig katonai fegyelmi eljárás indult. A Jugoszláv Légierő parancsnokát Zvonko Jurjević vezérezredest felfüggesztették. A szövetségi védelmi miniszter, Veljko Kadijević tábornok hivatalosan bocsánatot kért az incidensért, és lemondott posztjáról. Šišićet 1992-ben Belgrádban hadbíróság elé állították, és felmentették azon vádak alól, hogy illegálisan lőtt volna egy ZNG-helikopterre, mely a két ECMM helikopter kíséretében volt. Šišić egy 2008-as interjúban azt állította, hogy az ECMM-helikopter azután zuhant le, miután a felrobbanó harmadik helikopter által okozott tűzgolyó eltalálta. Beszámolójának ellentmondtak a katasztrófa helyszínének szemtanúi, valamint a željavai légibázis radaradatai, mindkettő azt jelezte, hogy csak két repülőgép repült Zágrábba.
Šišić és Opačić esetében a tárgyalás távollétükben történt  Horvátországban, és mindkettőjüket 20 év börtönbüntetésre ítélték. Borović, aki egy hónappal a támadás után átállt Horvátországhoz, Šišić ellen vallott. Šišićet a magyar rendőrség tartóztatta le 2001. május 9-én a horgos–röszkei átkelőhelyen határátlépés közben. Kiadatását Horvátország és Olaszország is kérte. Végül 2002 júniusában kiadták Olaszországnak, ahol később bíróság elé állították, és ötrendbeli emberölés és repülőgép-katasztrófa miatt 15 év börtönbüntetésre ítélték. 2006-ban a börtönbüntetés hátralevő részére Szerbiába szállították. A szerb hatóságok 2008-ban szabadon engedték.
2013-ban a római fellebbviteli bíróság a támadás miatt vádat emelt Opačić, Ljubomir Bajić tábornok, az 5. repülőhadtest parancsnoka és Božidar Martinović ezredes, a belgrádi jugoszláv légvédelmi hadműveleti központ vezetője ellen. Opačićot és Bajićot 28 év börtönbüntetésre ítélték, míg Martinovićot felmentették. A bíróság arra is kötelezte Szerbiát, hogy ideiglenesen 950 000 euró összegben fizessen kártérítést a támadásban elhunytak családtagjainak. Egy 2008-as interjúban Šišić azt mondta, sajnálja a legénység halálát, de nem érez megbánást tettéért.
1993. május 25-én Olaszország a támadásban elhunyt négy olasz ECMM megfigyelőt posztumusz Arany Katonai Vitézségi Éremmel, a második helikopter fedélzetén lévő három életben maradt olaszt pedig Ezüst Katonai Vitézségi Éremmel tüntette ki. Eychenne-t 1992. január 7-iki hatállyal posztumusz előléptették hadnaggyá, és ugyanazon év április 14-én „Mort pour la France” kitüntetésben részesítették. Megkapta a Becsületlégió Lovagja kitüntetést. Az incidensről Podrutéban évente megemlékeznek, és az ott tartott szertartásokon rendszeresen részt vesznek a horvát kormány és hadsereg képviselői, az Olasz és Francia Fegyveres Erők képviselői, valamint Európai Unió, Franciaország és Olaszország diplomatái.

## Fordítás
Ez a szócikk részben vagy egészben  a(z)   1992 European Community Monitor Mission helicopter downing című angol Wikipédia-szócikk ezen változatának fordításán alapul.  Az eredeti cikk szerkesztőit annak laptörténete sorolja fel. Ez a jelzés csupán a megfogalmazás eredetét és a szerzői jogokat jelzi, nem szolgál a cikkben szereplő információk forrásmegjelöléseként.